# Wolfgang Stresemann
Wolfgang Gert Stresemann (né le 20 juillet 1904 à Dresde, mort le 6 novembre 1998 à Berlin) est un chef d'orchestre allemand.

## Biographie
Stresemann grandit à Berlin et étudie le droit afin de pouvoir faire de la politique comme son père Gustav Stresemann (chancelier du Reich, ministre des Affaires étrangères, lauréat du prix Nobel de la paix). En même temps, il étudie la musique avec Jean Paul Ertel (composition, piano) et Walter Gmeindl (instrumentation, direction d'orchestre). Dans le domaine du droit, il a son doctorat avec une thèse sur "la jurisprudence du tribunal des cartels". Il se produit comme chef d'orchestre dans les années 1920.
En raison de l'origine juive de sa mère, Käte Stresemann (de) - et du fait que les nazis, au pouvoir depuis 1933, ont combattu son père politiquement jusqu'à sa mort en 1929 - Wolfgang Stresemann ne peut plus rien faire. Stresemann émigre aux États-Unis avec sa famille en 1939. Il travaille comme assistant de Bruno Walter et à partir de 1949 en tant que chef principal de l'orchestre symphonique de Toledo, ainsi que critique musical.
En juin 1953, Stresemann dirige l'Orchestre philharmonique de Berlin pour la première fois. Le 18 août 1953, il épouse la pianiste américaine Mary Jean Athay (1924-2007) à Munich. En 1956, il s'installe finalement à Berlin et est jusqu'en 1959 le premier directeur du Deutsches Symphonie-Orchester Berlin.
De 1959 à 1978 et à nouveau par intérim de 1984 à 1986, Stresemann est le directeur artistique de l'Orchestre philharmonique de Berlin ; Herbert von Karajan est nommé en 1955 chef à vie de l'orchestre.
À sa retraite, il se consacre à l'écriture.
Sa fille Christina, auparavant assistante de Jutta Limbach, est la juge présidente de la Cour fédérale d'Allemagne.

## Source de la traduction
- (de) Cet article est partiellement ou en totalité issu de l’article de Wikipédia en allemand intitulé « Wolfgang Stresemann » (voir la liste des auteurs).